# Grande Prémio Internacional de Rio Maior em Marcha Atlética 2019
Grande Prémio Internacional de Rio Maior em Marcha Atlética 2019 – 28. edycja międzynarodowych zawodów lekkoatletycznych w chodzie sportowym, które odbyły się 6 kwietnia w portugalskim Rio Maior. Impreza była kolejną w cyklu IAAF Race Walking Challenge w sezonie 2019.

## Rezultaty
| Konkurencja:           | 1. miejsce      | Wynik      | 2. miejsce   | Wynik      | 3. miejsce     | Wynik   |
| Chód na 20 km mężczyzn | Éider Arévalo   | 1:21:15 SB | Diego García | 1:21:26 SB | Eiki Takahashi | 1:21:40 |
| Chód na 20 km kobiet   | Qieyang Shenjie | 1:29:00    | Inna Kaszyna | 1:29:30 SB | Sandra Arenas  | 1:30:00 |